# Spergularia purpurea
Espèce
Classification phylogénétique
La Spergulaire pourpre (Spergularia purpurea ou Spergula purpurea) est une plante herbacée annuelle de la famille des Caryophyllaceae.

## Synonymes
- Alsine purpurea (Pers.) Heynh.
- Arenaria purpurea Pers.
- Corion purpureum (Pers.) Pau
- Spergula purpurea (Pers.) D.Dietr.

## Description
- Feuilles inférieures disposées en rosette.
- Tiges grèles étalées
- Fleurs  rose-pourpre (4 mm) avec les pétales plus longs que les sépales.
- étamines
- fruit: capsule

## Habitat
Garrigues, bords des chemins.

## Répartition

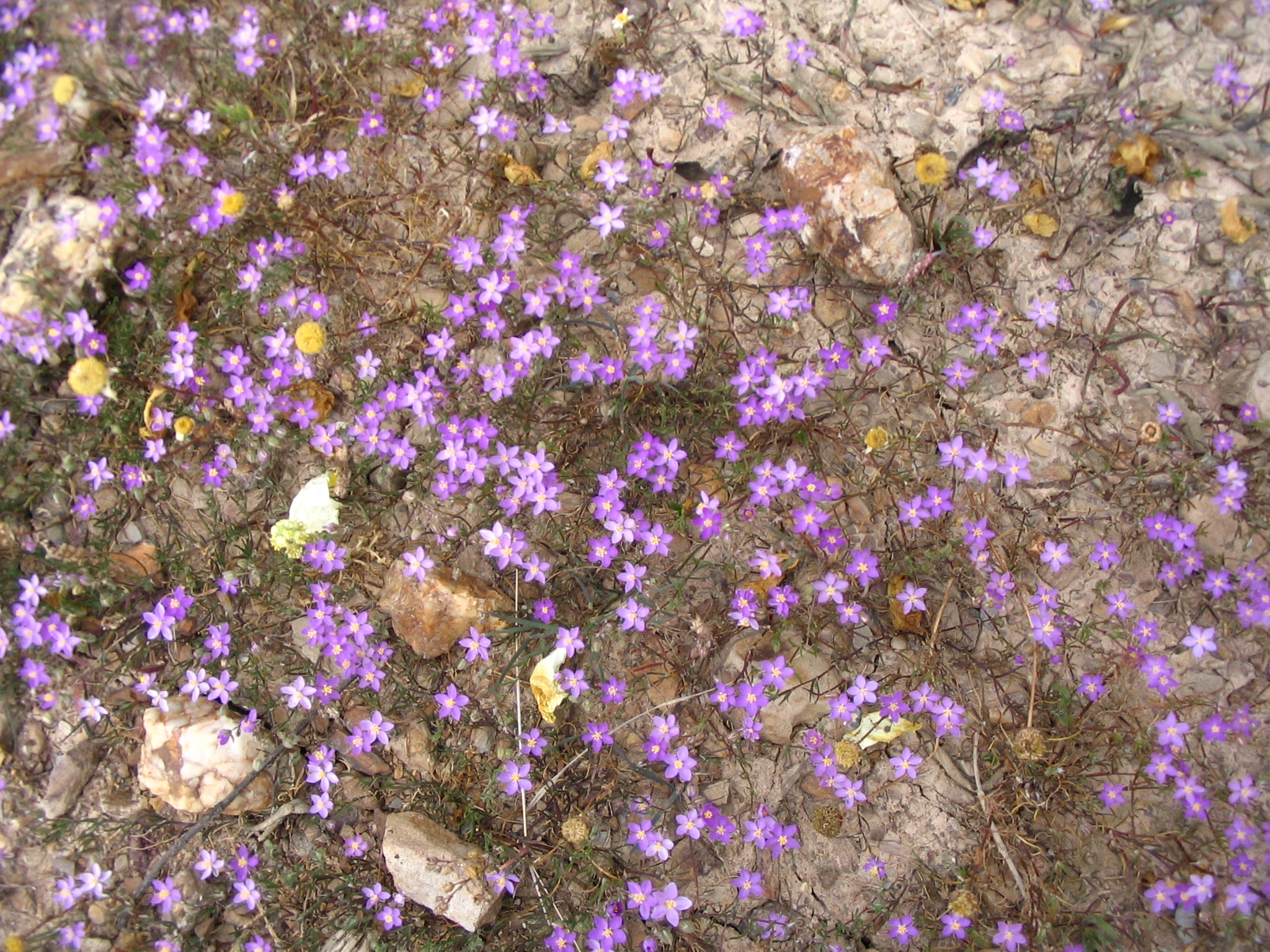
Spergularia purpurea, Portugal

Méditerranéenne: Espagne, Portugal.

## Confusion possible
La Spergulaire pourpre peut être confondue avec la spergulaire rouge moins méditerranéenne.